# Nado sincronizado nos Jogos Europeus de 2015 - Solo
A competição do solo feminino foi um dos eventos do nado sincronizado nos Jogos Europeus de 2015, em Baku, no Azerbaijão. Foi disputada no Centro Aquático de Baku entre os dias 13 a 16 de junho.

## Calendário
Horário de verão do Azerbaijão (UTC+5).
| Data        | Horário | Fase                      |
| ----------- | ------- | ------------------------- |
| 13 de junho | 10:00   | Rotina livre qualificação |
| 14 de junho | 09:00   | Técnica                   |
| 16 de junho | 10:00   | Final                     |

## Medalhistas
| Ouro   | RUS Anisiya Neborako     |
| Prata  | ESP Berta Ferreras       |
| Bronze | AUT Anna-Maria Alexandri |

## Resultados

### Preliminar
Os resultados preliminares foram os seguintes.
| Pos. | Nadadora              | Nacionalidade     | Livre   | Técnica | Total    | Notas |
| ---- | --------------------- | ----------------- | ------- | ------- | -------- | ----- |
| 1    | Anisiya Neborako      | RUS Rússia        | 89.1333 | 80.9591 | 170.0924 | Q     |
| 2    | Berta Ferreras        | ESP Espanha       | 86.6333 | 76.0091 | 162.6424 | Q     |
| 3    | Anna-Maria Alexandri  | AUT Áustria       | 84.2000 | 76.4000 | 160.6000 | Q     |
| 4    | Yelyzaveta Yakhno     | UKR Ucrânia       | 86.1667 | 73.7545 | 159.9212 | Q     |
| 5    | Noemi Carrozza        | ITA Itália        | 84.9333 | 74.5182 | 159.4515 | Q     |
| 6    | Inesse Guermoud       | FRA França        | 82.7667 | 74.7364 | 157.5031 | Q     |
| 7    | Athanasia Tsola       | GRE Grécia        | 81.3000 | 74.8727 | 156.1727 | Q     |
| 8    | Volha Taleiko         | BLR Bielorrússia  | 78.3000 | 72.9500 | 151.2500 | Q     |
| 9    | Lara Mechnig          | LIE Liechtenstein | 76.0333 | 73.4000 | 149.4333 | Q     |
| 10   | Nada Daabousová       | SVK Eslováquia    | 74.7333 | 73.7182 | 148.4515 | Q     |
| 11   | Vivienne Koch         | SUI Suíça         | 77.4000 | 70.4864 | 147.8864 | Q     |
| 12   | Defne Bakırcı         | TUR Turquia       | 75.7667 | 71.0182 | 146.7849 | Q     |
| 13   | Genevieve Randall     | GBR Grã-Bretanha  | 76.2333 | 70.0727 | 146.3060 |       |
| 14   | Michelle Zimmer       | GER Alemanha      | 73.7667 | 70.3364 | 144.1031 |       |
| 15   | Yekaterina Valiulina  | AZE Azerbaijão    | 72.3000 | 70.7000 | 143.0000 |       |
| 16   | Shelby Kasse          | NED Países Baixos | 74.5000 | 66.7955 | 141.2955 |       |
| 17   | Marie Vlasáková       | CZE Chéquia       | 72.1333 | 67.5500 | 139.6833 |       |
| 18   | Gal Litman            | ISR Israel        | 70.2667 | 68.4591 | 138.7258 |       |
| 19   | Swietłana Szczepańska | POL Polônia       | 68.5667 | 65.0909 | 133.6576 |       |
| 20   | Maria Kirkova         | BUL Bulgária      | 66.6000 | 63.1864 | 129.7864 |       |
| 21   | Veronka Szabó         | HUN Hungria       | 70.7000 | 51.2182 | 121.9182 |       |

### Final
O resultado final foi o seguinte.
| Pos.              | Nadadora             | Nacionalidade     | Livre   | Técnica | Total    |
| ----------------- | -------------------- | ----------------- | ------- | ------- | -------- |
| Medalha de ouro   | Anisiya Neborako     | RUS Rússia        | 90.0333 | 80.9591 | 170.9924 |
| Medalha de prata  | Berta Ferreras       | ESP Espanha       | 86.9667 | 76.0091 | 162.9758 |
| Medalha de bronze | Anna-Maria Alexandri | AUT Áustria       | 86.0333 | 76.4000 | 162.4333 |
| 4                 | Yelyzaveta Yakhno    | UKR Ucrânia       | 85.9333 | 73.7545 | 159.6878 |
| 5                 | Noemi Carrozza       | ITA Itália        | 84.7000 | 74.5182 | 159.2182 |
| 6                 | Athanasia Tsola      | GRE Grécia        | 81.5333 | 74.8727 | 156.4060 |
| 7                 | Inesse Guermoud      | FRA França        | 81.5667 | 74.7364 | 156.3031 |
| 8                 | Volha Taleiko        | BLR Bielorrússia  | 78.7667 | 72.9500 | 151.7167 |
| 9                 | Nada Daabousová      | SVK Eslováquia    | 76.6667 | 73.7182 | 150.3849 |
| 10                | Lara Mechnig         | LIE Liechtenstein | 76.7667 | 73.4000 | 150.1667 |
| 11                | Vivienne Koch        | SUI Suíça         | 79.0667 | 70.4864 | 149.5531 |
| 12                | Defne Bakırcı        | TUR Turquia       | 76.3667 | 71.0182 | 147.3849 |